# Daniel Padilla
Daniel John Ford Padilla (sinh ngày 26 tháng 4 năm 1995), còn được gọi là Daniel Padilla, là một diễn viên người Philippines và nghệ sĩ thu âm/bassist ban nhạc, Parking 5. Anh hiện đang là một tài năng của ABS-CBN và Star Magic và đã được chọn là một trong  những Đại sứ trẻ tuổi của Original Pilipino Music để phát triển âm nhạc địa phương đến những người trẻ.

## Cuộc sống cá nhân
Daniel Padilla, tên đầy đủ là Daniel John Ford Padilla sinh ngày 26 tháng 4 năm 1995 ở Manila, Philippines. Anh là con của diễn viên nổi tiếng Rommel Padilla và ca sĩ Karla Estrada. Daniel cũng là cháu của ngôi sao phim hành động Robin Padilla và Rustom Padilla, được biết đến như là "BB Gandanghari".
Padilla sống trong một năm ở Tacloban và học ở đó (lớp 4). Năm 2014, anh đăng ký là sinh viên của hệ thống giáo dục AMA. Do lịch làm việc quá khắt khe nên anh đã lấy chương trình học tại nhà của Angelicum College nhiều năm trước. Daniel Padilla đã chia sẻ kế hoạch của mình về việc trở lại trường học sau khi mẹ của mình, Karla Estrada, công bố trên "Magandang Buhay" rằng cô ấy muốn tất cả các con cô để hoàn thành việc học của chúng.
Padilla đã được phát hiện bởi nhà quản lý tài năng Douglas giới thiệu anh đến thử giọng với Star Magic. Ông đã được giới thiệu với giới truyền thông như là một thành viên của Star Magic Circle 203. Tại một cuộc họp báo vào năm 2013, Padilla nói anh đã nghĩ rằng anh không bao giờ tưởng tượng được mình sẽ làm trong lĩnh vực giải trí mà nghĩ rằng anh đáng ra sẽ làm công việc kinh doanh để lo cho gia đình anh từ khi họ trải qua những khó khăn về tài chính.
Daniel Padilla và Kathryn Bernardo (còn gọi là KathNiel) bên nhau từ năm 2011 đến nay, họ rất hạnh phúc và không chỉ đơn thuần là một nửa của đối phương trên màn ảnh. DJ và Kath thực sự khiến mọi người nghi ngờ rằng họ là một đôi ngoài đời. Và cuối cùng vào buổi họp báo truyền thông bộ phim The Hows Of Us của họ, Daniel đã công khai mối quan hệ tình yêu tuyệt đẹp của họ. Anh thừa nhận nó đã trải qua hơn 5 năm và vẫn đang rất bền vững.
KathNiel còn được công nhận là loveteam hàng đầu Philipines với những bộ phim truyền hình có tỉ suất người xem cao ngất ngưởng (trung bình hơn 32%) và những bộ phim chiếu rạp bom tấn có doanh thu khủng. Fandom của họ cũng là một trong những fandom hùng mạnh nhất Philippines với lượng fan đông đảo cả trong và ngoài nước. KathNiel luôn rất tự hào khi có một fandom như vậy và họ luôn xem KathNiels (tên fandom) như là những người thân thiết trong gia đình.

## Sự nghiệp

### 2010-2011
Padilla bắt đầu gây ấn tượng trong năm 2010, khi anh góp một vai nhỏ trong Gimik năm 2010, một phiên bản làm lại của chương trình hướng tới giới trẻ gây hit năm 1990 và được kết hợp với Julia Montes. Anh cũng được chọn vào vai Patrick Rivero trong một bộ phim tuổi teen ngắn có tựa đề Growing Up, thay thế Albie Casiño (người bạn diễn chung đưa Kathryn Bernardo thành công trong Mara Clara) cho vai diễn đó.

### Năm 2011–hiện tại
Sau hai chương trình liên tiếp về Sunday youth, Padilla cuối cùng cũng đã có được một vai trò quan trọng trong một bộ phim truyền hình vào giờ vàng mang tên Princess and I (công chúa và tôi). Anh thử sức với nhân vật Gerald Antonio "Gino" dela Rosa hay Dasho Yuan Rinpoche, một nhân vật mà anh miêu tả như "một đứa trẻ giàu có và ngang tàng, người sẽ thay đổi và hy sinh rất nhiều vì lợi ích của tình yêu". Bộ phim lãng mạn-hài kịch hoàng tộc đã gây ấn tượng tốt ở bảng xếp hạng, đạt mức 40% và đứng thứ hai sau Walang Hanggan.
Vào ngày 28 tháng 5 năm 2012, Padilla đã phát hành album đầu tay mang tên mình, Daniel Padilla. Album có sáu bài hát dấu với một single "Hinahanap-hanap Kita", đó cũng là bài hát chủ đề trong công chúa và tôi. Theo Star Records của nhà sản xuất Jonathan Manalo, album đầu tay của Padilla bán được hơn 10.000 bản trong vòng chưa đầy một tuần. Vào ngày 17 tháng 6 cùng năm, Padilla được trao giài thưởng Gold Record Award cho album đầu tay của mình và sau này bán được hơn 30.000 bản và đạt Double Platium. Vào ngày 14 Tháng Tư năm 2014, Star Records phát hành album mới của Daniel Padilla, I Heart You. I Heart You là một trong những single trong album đó.

## Discography

### Video âm nhạc
| Năm  | Tiêu đề                                    | Nghệ sĩ | Thông tin chi tiết | Ref.          |
| ---- | ------------------------------------------ | --- | --- | ------------- |
| 2012 | "Lumiliwanag ang Mundo sa Kwento ng Pasko" | - Album: ABS-CBN Christmas Station ID - Lyrics By: Robert Labayen - Music By: Marcus Davis Jr. & Amber Davis - Directed By: Peewee Gonzales & Paolo Ramos - Studio: ABS-CBN | [ 8 ] |               |
| 2013 | "Nasa Iyo Na Ang Lahat"                    | Mình | - Album: Himig Handog P-Pop Love Songs (2013) - Composed By: Jungee Marcelo - Directed By: Ateneo de Manila University - Publisher: ABS-CBN Corporation & Star Records | [ 9 ]         |
| 2013 | "My Only Radio"                            | với Toni Gonzaga & Vice Ganda | - Directed By: Peewee Gonzales - Music Production By: Jonathan Manalo & Jack Rufo - Studio: ABS-CBN & M.O.R. 101.9 Radio Station                                       | [ 10 ]        |
| 2014 | "PinaSmile"                                | với Kathryn Bernardo | - Album: ABS-CBN Summer Station ID - Directed By: Peewee Gonzales & Paolo Ramos - Producer: Christian Faustino - Studio: ABS-CBN                                       | [ 11 ] [ 12 ] |
| 2014 | "Simpleng Tulad Mo"                        | Mình | - Album: Himig Handog P-Pop Love Songs (2014) - Composed By: Meljohn Magno - Directed By: Polytechnic University of the Philippines - Publisher: Star Songs, Inc.      |               |
| 2015 | "Nothing's Gonna Stop Us Now"              | với Morissette Amon | - Words & Music by: Albert Hammond & Diane Warren - Music Production by: Jonathan Manalo - Studio: ABS-CBN Star Music                                                  | [ 13 ]        |
| 2015 | "Thank You For The Love"                   | với Kathryn Bernardo, James Reid, Nadine Lustre, Enrique Gil, Liza Soberano, Elha Nympha & Bamboo                                                                           | - Words by: Robert Labayen - Music by: Yumi Lacsamana & Thyro Alfaro - Studio: ABS-CBN                                                                                 |               |

### MV
- 2012 "Da Best Ang Feeling – Toni Gonzaga [14]
- 2012 Pinoy Summer, Da Best Forever – Sarah Geronimo & Gerald Anderson
- 2013 Kwento ng Summer Natin – Sam Milby & Angeline Quinto
- 2013 Magkasama Tayo sa Kwento ng Pasko
- 2014 Thank you, Ang Babait Ninyo – The Voice Kids PH top 4
- 2015 Shine, Pilipinas - Liza Soberano và Enrique Gil
- 2015 Thank You For The Love- Daniel Padilla, Kathryn Bernardo, James Reid, Nadine Lustre, Enrique Gil, Liza Soberano, Tre, Elha Nympha

### Singles
| Năm  | Tên                            | Nghệ sĩ                        | Chi tiết | Ref.   |
| ---- | ------------------------------ | ------------------------------ | --- | ------ |
| 2012 | "Hinahanap-hanap Kita"         | Mình                           | - Tập: những bản Tình ca của tôi và công Chúa - Gốc Nghệ sĩ: Lea Salonga Efren Salonga - Liên quan đến công Việc: công Chúa và tôi - Ngày phát hành: Ngày 15 Tháng Sáu, Năm 2012 - Tên: Ngôi Sao Hồ Sơ |        |
| 2012 | "Gusto Kita"                   | với Enrique Gil & Khalil Ramos | - Tập: những bản Tình ca của tôi và công Chúa - Gốc Nghệ sĩ: Lea Salonga Efren Salonga - Liên quan đến công Việc: công Chúa và tôi - Ngày phát hành: Ngày 15 Tháng Sáu, Năm 2012 - Tên: Ngôi Sao Hồ Sơ |        |
| 2013 | "Kasama Kang Tumanda"          | Mình                           | - Tập: Có Tin (chính Thức bài hát) - Liên quan đến công Việc: phải Tin - Thả Ngày: Tháng 10, 2013 - Tên: Ngôi Sao Hồ Sơ                                                                                | [ 15 ] |
| 2013 | "Kahit Maputi Na Ang Buhok Ko" | Mình                           | - Tập: Có Tin (chính Thức bài hát) - Liên quan đến công Việc: phải Tin - Thả Ngày: Tháng 10, 2013 - Tên: Ngôi Sao Hồ Sơ                                                                                | [ 15 ] |
| 2013 | "Got to believe in Magic"      | với Kathryn Bernardo           | - Tập: Có Tin (chính Thức bài hát) - Liên quan đến công Việc: phải Tin - Thả Ngày: Tháng 10, 2013 - Tên: Ngôi Sao Hồ Sơ                                                                                | [ 15 ] |
| 2014 | "Unlimited and Free"           | Mình                           | [ 16 ] |        |

### Studio albums
| Năm  | Tiêu đề album  | Danh thu              | Chi tiết                                                 | Giấy xác nhận     |
| ---- | -------------- | --------------------- | -------------------------------------------------------- | ----------------- |
| 2012 | Daniel Padilla | PHL Bán hàng: 30,000+ | - Nhà Sản Xuất: Rox B. Santos - Ghi Ngày: Ngôi Sao Hồ Sơ | PARI: 2× bạch kim |
| 2013 | DJP            | PHL Bán hàng: 40,000  | - Nhà Sản Xuất: Rox B. Santos - Ghi Ngày: Ngôi Sao Hồ Sơ | PARI: 2× bạch kim |
| 2014 | I Heart you    | PARI: 2× bạch kim     | - Nhà Sản Xuất: Rox B. Santos - Ghi Ngày: Ngôi Sao Hồ Sơ |                   |
| 2015 | I Feel Good    | Vàng                  | - Nhà Sản Xuất: Rox B. Santos - Ghi Ngày: Ngôi Sao Hồ Sơ | [ 17 ]            |

## Các phim đã đóng

### TV truyền hình
| Năm       | Tựa                       | Vai                                                    | Kênh    | Ghi chú              |
| --------- | ------------------------- | ------------------------------------------------------ | ------- | -------------------- |
| 2010      | Gimik năm 2010            | Daniel Ledesma                                         | ABS-CBN |                      |
| 2011      | Growing Up                | Patrick Rivero                                         | ABS-CBN |                      |
| 2012      | Princess and I            | Gerald Antonio "Gino" de la Rosa / Dasho Yuan Rinpoche | ABS-CBN | Vai chính            |
| 2013      | Kailangan Ko'y Ikaw       | Trẻ Gregorio "Bogs" Dagohoy                            | ABS-CBN | Sự tham gia đặc biệt |
| 2013      | Got to believe            | Joaquin / Ryan San Juan Manansala                      | ABS-CBN | Vai chính            |
| 2014      | Be Careful With My Heart  | Trẻ Anastacio Alejo                                    | ABS-CBN | Sự tham gia đặc biệt |
| 2015-2016 | Pangako Sa 'Yo            | Angelo Buenavista                                      | ABS-CBN | Làm lại              |
| 2017      | La Luna Sangre            | Tristan                                                | ABS-CBN | Vai chính            |
| 2021      | Pangako, Ikaw Lang        |                                                        | ABS-CBN | Vai chính            |
|           | Pangarap Ko Ang Ibigin Ka |                                                        | ABS-CBN | Vai chính            |

### Phim
| Năm  | Tựa                                | Vai                                   | Hãng phim                                  |
| ---- | ---------------------------------- | ------------------------------------- | ------------------------------------------ |
| 2012 | 24/7 In Love                       | Billy Fernandez                       | Star Cinema                                |
| 2012 | Sisterakas                         | Angelo Santos                         | Star Cinema                                |
| 2013 | Must Be Love                       | Ivan Lacson                           | Star Cinema                                |
| 2013 | Pagpag: Siyam na Buhay             | Cedric Castillo                       | Star Cinema và Regal Entertainment         |
| 2014 | Sa Ngalan ng Ama, Ina, at mga Anak | Nato Parojinog                        | Star Cinema và RCP Productions             |
| 2014 | She's Dating the Gángtter          | Kenji / Kenneth Delos Reyes           | Star Cinema và Summit Media                |
| 2014 | Bonifacio: Ang Unang Pangulo       | Joaquin                               | Philippians Productions và RCP Productions |
| 2015 | Crazy Beautiful You                | Kiko Alcantara                        | Star Cinema                                |
| 2016 | Barcelona: A Love Untold           | John Elias "Ely" Antonio              | Star Cinema                                |
| 2017 | Can't Help Falling in Love         | Jose Ibarra "Dos" Garcia Gonzales Jr. | Star Cinema                                |
| 2017 | Gandarrapiddo: The Revenger Squad  | Chino Mariposque / Rappido            | Star Cinema and Viva Films                 |
| 2018 | The Hows of Us                     | Primo Alvarez                         | Star Cinema                                |